# ドッジシティ

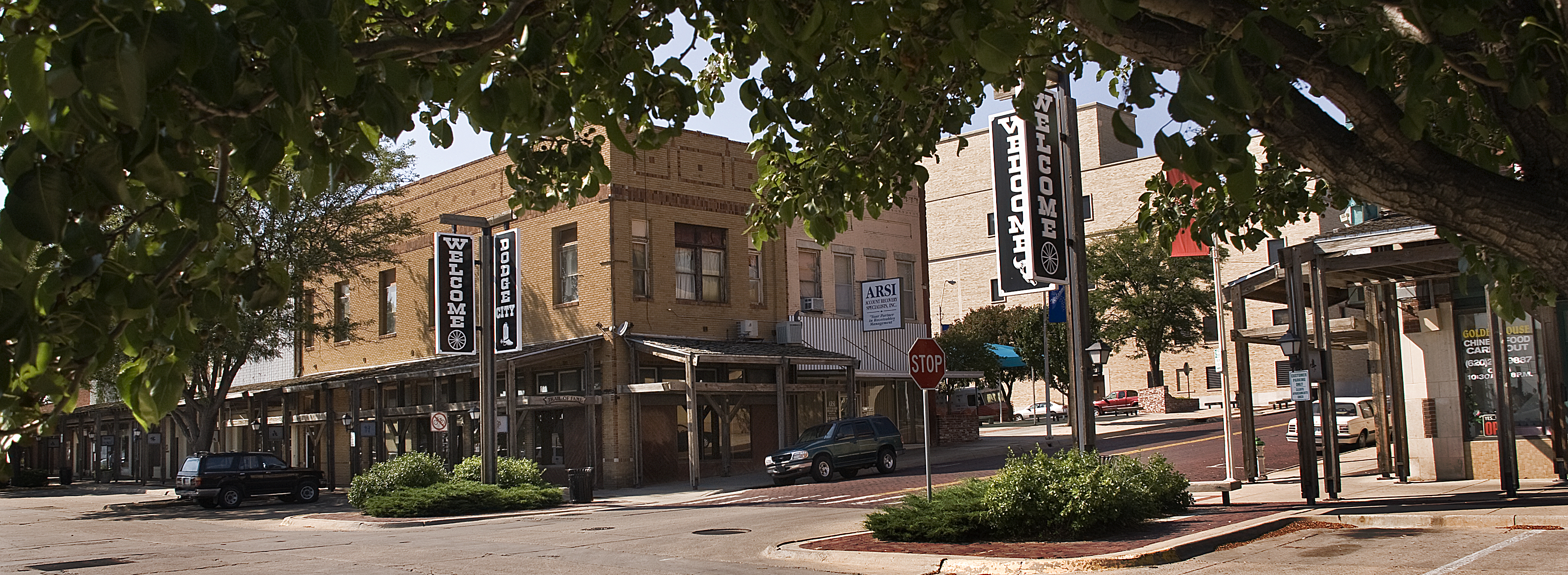
ドッジシティ

ドッジシティ（またはダッジシティ）はカンザス州フォード郡にある都市で、郡庁所在地である。名前はグレンビル・M・ドッジに由来する。2010年国勢調査での人口は27,340人。ラジオとテレビで長く放送され続けた西部劇ドラマ「ガンスモーク」のセットがドッジシティに作られていることで、都市の名前はアメリカ人の多くの世代に有名である。ドッジシティにはセミプロのバスケットボールチーム、ドッジシティ・レジェンドがあり、USBLのメンバーである。レジェンドはUSBLの選手権で3回優勝している。俳優で映画監督、デニス・ホッパーの出身地でもある。

## 歴史

### 由来
ドッジシティでの最初の居住地はマン砦 (Fort Mann) だった。1847年にサンタフェ・トレイルを行き交う旅行者の希望で建設されたが、1848年のインディアンの攻撃で崩壊した。1850年、アメリカ陸軍はマン砦のあった場所にアトキンソン砦 (Fort Atkinson) を建設するが、1853年には軍は撤退する。1859年にははるか北東にラーンド砦 (Fort Larned) を再建するが、南北戦争の後のドッジシティ周辺は、長い間人の住まない場所だった。1865年、西部でのインディアン戦争が激しくなるにつれ、軍はラーンド砦を支援するドッジ砦 (Fort Dodge) を建設した。ドッジ砦は1882年から現在まで残っている。
1871年、牧場主のヘンリー・J・シトラーが、ドッジ砦の東に所有する牛を見渡せる小屋を建てた。サンタフェ・トレイルとアーカンソー川に近い利便さから、シトラーの小屋は旅行者の休息の場所になった。1872年、ドッジ砦から西に5マイルの位置に、開拓者はドッジシティの町を創り、ジョージ・M・フーヴァーはドッジ砦から来る喉の渇いた兵士のために、最初のバーを造った。アッチソン・トピカ・アンド・サンタフェ鉄道がその年の9月に到達し、ビジネスの準備は整った。初期の開拓者たちは、バッファローの骨と革を交易していたが、鉄道の開通後は、牛の交易に代わった。

### 牛の交易
テキサス州からテキサスロングホーンを鉄道でカンザス州に運んでくるアイデアは、1850年代の終わりからあったが、南北戦争のために少し中断された。1866年、最初のテキサスの牛がカンザス州南東のバクスタースプリングス (Baxter Springs) にやって来た。しかしテキサスの牛はダニを運んできて、他の品種の牛に脾脱疽を流行させた。これは地元ではテキサス熱 (Texas Fever) と呼ばれ、懸念したカンザス州の農家はカンザス州議会に、州の中央に検疫ラインを作るよう説得した。検疫所は、人が多く住む州東部から、テキサスの牛を遠ざけた。
牛の交易が州西部で進むにつれ、テキサスロングホーンはチザム・トレイル (Chisholm Trail) を使って北へ運ばれ始めた。1867年の大きな牛の (Cow Town) は、カンザス州アビリーンであった。利益は高く、他の町もこの牛ブームにすぐに参加した。1871年にはニュートン (Newton) 、1872年にはエルスワース (Ellsworth) とウィチタ (Wichita) の町が名乗りをあげた。しかし1876年、カンザス州議会は、カンザス中部に定住する農民からの圧力に応じ、もう一度さらに西に隔離ラインを変え、結局はアビリーンや他の牧牛の町は、家畜売買から撤退を余儀なくされた。他に牛が行く場所もなかったため、ドッジシティはこの時突然、「牧牛地の女王 (Queen of the Cow Towns) 」と呼ばれるほどになった（国家や地域は英語では全て女性として表現される）。
グレート・ウェスタン・キャトル・トレイル (Great Western Cattle Trail) 、またはウェスタン・トレイルと呼ばれる新しい道は、ドッジシティへ牛を導くためにチザム・トレイルから分岐した。ドッジシティは、家畜収容場を毎年通り抜ける何千もの牛のおかげで、新興都市となった。ドッジシティの家畜売買のピークは1883年から1884年だった。当時の町は恐ろしく成長した。1880年には、境界の町コールドウェル (Caldwell) が、牛の売買の競争相手として頭角を表した。数年間の2つの町の競争は猛烈で、両者とも町が繁栄するのに十分な牛がいた。しかし、どの町もドッジシティほどにオールドウェスト（古き良き西部）を体現する開拓地ではなかったため、この争いはドッジシティが制した。ドッジシティにはまた、一時有名な（そして悪名高い）ガンマンが西部の他のどの町よりも多く働いていて、彼らの多くは1883年のドッジシティ戦争 (w:Dodge City War) に参加した。このカウボーイたちを隔てるため、町にはサロンや賭場、売春宿などができた。1884年には、メキシコの闘牛士が特に選ばれたロングホーンの牛と戦う闘牛場もあった。
より多くの農業の開拓者が西カンザスへ移動するとともに、州議会への圧力は高まった。1885年には、隔離ラインは州全体に拡張され、ウェスタン・ロードは閉鎖された。このため、1886年までには、町のカウボーイ、サロンキーパー、ギャンブラー、売春宿の主人らは、みな西の未経験者用牧場へ移動し、ドッジシティは西部のありふれた他のコミュニティような、活気のない小さな町となった。
「荒野の決闘」「OK牧場の決闘」でのちに知られるようになる、アープ四兄弟の次男ワイアット・アープが保安官を務めた町でもある（ワイアットは一度は辞職するが、カウボーイとなって流れ着いた、現場となったOKコラルがあるアリゾナ州コチセ郡トゥームストーンでも、行きがかり上保安官となる）。

## 地理

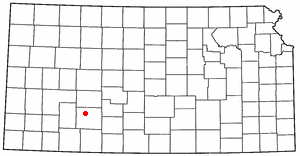
カンザス州内の位置

ドッジシティは、北緯37度45分35秒、西経100度1分6秒 (37.759671, -100.018212) に位置している。
アメリカ合衆国統計局の調査によると、37.68km2を占め、37.40km2が陸である。

## 人口動勢
2010年の国勢調査によると、27,340人が住んでおり、8,777世帯、6,241の家族が住んでいる。人口密度は、731.1人/km2である。9,378件の住居があり、250.8軒/km2である。人口の72.5%が白人系アメリカ人、2.5%がアフリカ系アメリカ人、1.1%がインディアン、1.6%がアジア系、0.2%がハワイやグアムなどの太平洋の島々からの移民、19.3%がそのほかの民族や人種、2.9%が2つ以上の民族や人種を親に持ち、57.5%がヒスパニック系である。
8,777世帯のうち、40.3%が18歳未満の子供と一緒に生活しており、51.5%は夫婦で生活している。13.0%は未婚の女性が世帯主、6.6%は未婚の男性が世帯主であり、28.9%は家族以外の住人と同居している。22.7%は独身の居住者が住んでおり、8.3%は65歳以上の独身である。1世帯の平均人数は3.05人であり、家庭の場合は、3.60人である。
人口の31.8%が18歳未満で、11.8%が18歳から24歳、27.8%が25歳から44歳、19.6%が45歳から64歳、8.9%が65歳以上である。平均年齢は28.9歳である。市の全人口の51.4%が男性であり、48.6%が女性である。
1世帯の平均年収は43,994ドルであり、家庭の場合は49,957ドルである。男性の平均収入が31,400ドルであるのに対し、女性は27,884ドルである。住民1人当たりの収入は18,350ドルであり、人口の19.0%、16.7%の家庭が貧困線以下にある。18歳未満の28.7%、65歳以上の8.1%が貧困線以下にある。

## 交通
ドッジシティ駅にはアムトラックの長距離列車サウスウェスト・チーフが停車する。